# Star Airways
Star Airways – nieistniejąca albańska linia lotnicza z siedzibą w Tiranie. Linia została założona w 2008 roku, a licencję uzyskała w czerwcu 2009 roku. W kwietniu 2010 r. Star Airways odebrało swój 
pierwszy samolot, Airbus A320. Jego drugi A320 przybył w maju tego samego roku. Linia lotnicza zaprzestała wszelkich operacji we wrześniu 2010 r.

## Historia

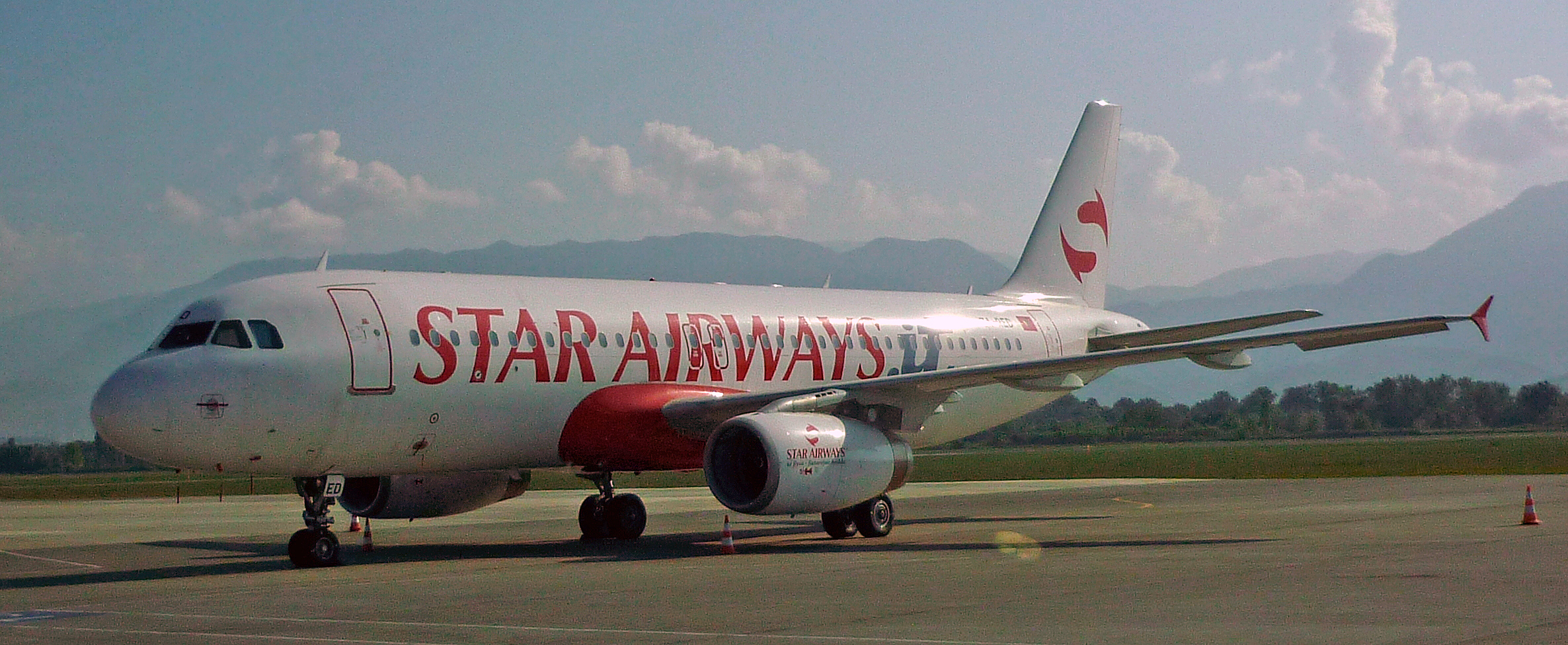
Samolot A320 linii Star Airways

Star Airways została założona przez kilku albańskich i włoskich inwestorów w 2008 roku. Otrzymała licencję na prowadzenie działalności w czerwcu 2009 roku. W kwietniu 2010 r. Star Airways odebrało swój pierwszy samolot, Airbus A320 o rejestracji ZA-RED, wcześniej eksploatowany przez meksykańskie linie lotnicze Mexicana de Aviación. Ich drugi samolot, Airbus A320 wcześniej obsługiwany przez linię Nouvelair, przybył w maju tego samego roku.
Dzięki regularnym lotom z Tirany do kilku włoskich miast planowano rozszerzyć trasy do innych miast, takich jak Stambuł, Antalya, Saloniki i Düsseldorf, jednak latem 2010 r. albański urząd lotniczy cofnął licencję linii, a wszystkie operacje lotnicze zostały całkowicie wstrzymane we wrześniu tego roku.